# Murakumo
Pour les articles homonymes, voir Murakumo (homonymie).

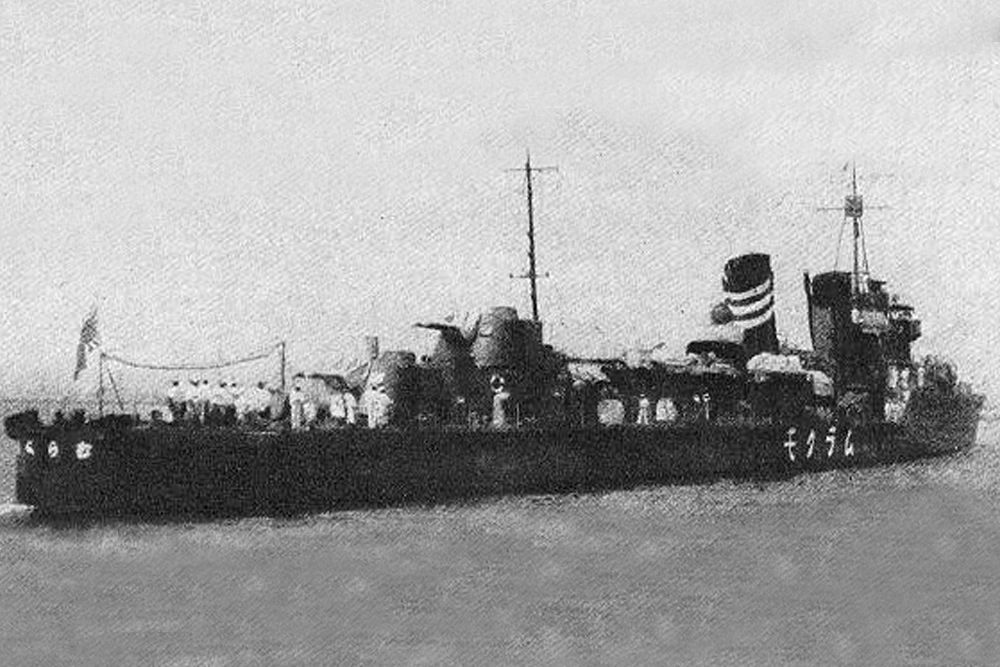
Le Murakumo

Le Murakumo est un destroyer de 1re classe de la série Fubuki de la marine impériale japonaise mis en service en 1928.